# 高一清
高 一清（コ・イルチョン、고일청、日本名：高峰一清（たかみね いっせい）、1886年1月14日 - ?）は、日本統治時代の朝鮮の官僚、朝鮮総督府中枢院参議。

## 生涯
平安北道義州郡出身。京城中学を卒業して、日本に留学し、東京の法政大学で法学を学んだ。 1907年に、安昌浩を中心に結成された新民会の平安北道龍川支部で、甘益龍、感益龍、キム・ヨンギュ（김용규）らと一緒に活動した。1912年に105人事件に連座して義州憲兵隊に逮捕され、巨文島に流刑された。1913年に朝鮮総督府の官吏として任用され、平安北道で約5年間勤務した。
1919年には、三・一運動の後、李裕弼、チョ・ボンギル（조봉길）ら朝鮮人官吏らと同盟退職を決行し、上海に脱出した。以後、大韓民国臨時政府で大韓民国臨時議政院議員、外務委員、法制委員、請願委員長、秘書局長などを歴任した。1919年には上海大韓僑民団の前身である上海高麗僑民親睦会（상해고려교민친목회）の会長となり、1920年には申采浩、朴容萬、キム・チャンシク（김창식）らと一緒に普合団（보합단）に参加し、軍資金の募集に注力した。
1923年にはドイツ国のベルリン大学法学科に入学して3年間学び、1926年からはアメリカ合衆国に転じて、プリンストン大学に就学した。長い海外生活を終えて、1929年に帰国した。
高一清は、帰国すると故郷の義州に戻った。義州の地主であり、平安北道の数千に及ぶ金鉱主として多大な資本を蓄積する一方、農業学校を設立し、教育事業にも力を入れた。方応謨の橋洞金鉱（교동금광）の売買を手配するなど、鉱山ブローカーとしても活動したこともある。1933年、方応が『朝鮮日報』を買収した際、合計8,725株のうち2,100株を買収して、朝鮮日報の理事に就任し、言論人として在職し、同時に平安北道道会議員と議州金融組合組合長、ソンヒョン修理組合（송현수리조합）組合長などを兼ね、この地域の有力者として活動した。当時の高一清は、「学識と抱負が特出するだけでなく、人格と手腕も平安北道地方の第一流（학식과 포부가 특출할 뿐 아니라, 인격과 수완 또한 평안북도 지방의 제일류）」と評価されていた。1935年に朝鮮総督府が編纂した『朝鮮功労者銘鑑（조선공로자명감）』に、朝鮮人功労者353人のうちの1人として収録された。
朝鮮総督府中枢院参議に抜擢された後、日本統治時代末期には戦争支援の先頭に立った。時局対応全鮮思想報国連盟をはじめ、国民総力朝鮮連盟、朝鮮臨戦報国団で核心となる役割を担った。
光復後の1949年に反民族行為特別調査委員会の捜査対象となったが、やがて反民特委の活動は妨害されるようになり、起訴猶予処分で解放され、処罰は受けなかった。
2002年に発表された親日派708人名簿と、2008年に民族問題研究所が『親日人名辞典』に収録するために整理した親日人名辞典収録予定者名簿の両方に選定され、2009年に親日反民族行為真相糾明委員会が発表した親日反民族行為705人名簿にも収録された。

## 家族
- 長男：高鳳人（고봉인）
- 次男：高鳳韶（고봉소）
- 三男：高鳳又（고봉우）